# Palatul Victoria
Palatul Victoria este un palat din București, situat în Piața Victoriei și sediu al Guvernului României. A fost construit în 1937 după planurile arhitectului Duiliu Marcu, același care a proiectat noua fațadă a Operei din Timișoara. Palatul Victoria a fost început în 1937 și terminat în 1944. Din cauza avariilor provocate de bombardamentul din 1944, lucrările au fost reluate și finalizate în 1952. Proiectat inițial pentru Ministerului de Externe, Palatul Victoria a fost în timpul perioadei comuniste sediul Ministerului de Externe și al Consiliului de Miniștri și a devenit, în 1990, sediu al primului guvern al României post-comuniste. În 2004, Palatul Victoria a fost inclus în Lista monumentelor istorice.